# تپه شاهجوب
تپه شاهجوب مربوط به عصر آهن - دوره ایلخانی است و در شهرستان قروه، بخش ئیلاق، دهستان ییلاق جنوبی (بلبان آباد)، روستای شاهجوب واقع شده و این اثر در تاریخ ۱۴ اسفند ۱۳۸۵ با شمارهٔ ثبت ۱۷۷۸۵ به‌عنوان یکی از آثار ملی ایران به ثبت رسیده است.